# 松丘雪那
松丘 雪那（まつおか ゆきな、1996年11月23日 - ）は、日本のモデル、インフルエンサー、女優、タレント。事務所に所属していた時期もあったが現在はフリーランスとして活動している。東京都出身。
ドイツに家族で住んでいたことがあり帰国子女でバイリンガル。中国語やアラビア語、ドイツ語なども少し話すことができる。
芸能活動をしながらも複数の難病（2020年に公表）を患っており、病気を患いながら芸能活動をする前の夢は医師であった。
- ミスコンドラフト大会　全国大会ファイナリスト
- ミスアースジャパン　東京大会ファイナリスト

## 趣味・特技

### 趣味
人に笑顔になってもらうこと、ピアノ（絶対音感）、歌うこと、料理、散歩、筋トレ、美容、自然にふれること、動物と触れ合うことなど

### 特技・資格
- 全国乗馬倶楽部振興協会 技能認定審査5級
- 動物看護師
- 動物介護士
- ドッグトレーナー
- トリマー

## TV
- 村上マヨネーズ　ゲスト
- アド街ック天国
- HBO ドラマ（未公開）

## CM
- ホットペッパー「グルメ」篇
- ホットペッパー「ビューティー」篇
- モンスターストライク
- 資生堂「表情プロジェクト」
- カラオケボイスドリンク
- 三菱地所
- JRA
- 日本経済新聞
- 赤坂インターシティAIR
- 大崎シンクパーク

## PV
- AAAライブ内使用映像 男性を奪う女性役
- 3代目 J Soul brothers MV

## Web
- Mac-house
- 中目コンシェルジュ
- 株式会社ガルデノール
- 朝日新聞社
- JRA
- SOCIE hair
- All Sense
- カラオケボイスドリンク

## ファッションショー
- ベルヘアボックヘアショー
- 日中合同ヘアショー

## その他
- 中国バストアップサプリCM
- 中国美容液CM 中国大型配信　张雨綺役
- 中国人気ゲーム実写　渡辺先生役
- AbemaTV ドラマ　悪女役
- 某FMラジオ　ゲスト
- 新潟テレビ 新潟アレコレ娘
- アーティストリート　メインゲスト
- 静岡テレビ
- 青森朝日テレビ

## その他リンク先
松丘雪那 (@yukina.23na) - Instagram